# Округ Лајмстоун (Тексас)
Округ Лајмстоун (енгл. Limestone County) је округ у америчкој савезној држави Тексас. По попису из 2010. године број становника је 23.384.

## Демографија
Према попису становништва из 2010. у округу је живело 23.384 становника, што је 1.333 (6,0%) становника више него 2000. године.
| Група             | 2000.          | 2010.          |
| Белци             | 14.711 (66,7%) | 14.433 (61,7%) |
| Афроамериканци    | 4.205 (19,1%)  | 4.103 (17,5%)  |
| Азијати           | 26 (0,1%)      | 90 (0,4%)      |
| Хиспаноамериканци | 2.859 (13,0%)  | 4.465 (19,1%)  |
| Укупно            | 22.051         | 23.384         |